# Nomen nudum
Cụm từ nomen nudum là một thuật ngữ tiếng Latinh, có nghĩa là "tên gọi thiếu căn cứ", "tên gọi trần trụi". Trong phân loại học, nó được sử dụng để chỉ một thuật ngữ hay cụm từ, trông tựa như một danh pháp khoa học, và có thể được dự kiến sẽ trở thành danh pháp khoa học, nhưng lại không thể trở thành như vậy do nó đã không (hoặc chưa) được công bố với các miêu tả thích đáng (hoặc dẫn chiếu tới những miêu tả như vậy), và vì thế nó là "trần trụi" hay "thiếu căn cứ". Do nomen nudum thất bại trong việc ghi nhận như là danh pháp khoa học chính thức nên một tác giả nào đó sau này có thể công bố một danh pháp khoa học thật sự mà nó là y hệt trong cách viết và phát âm. Nếu cùng một tác giả công bố tên gọi đầu tiên như là nomen nudum và sau này thêm vào các miêu tả hợp lệ, thì ngày tháng công bố miêu tả sau và hợp lệ sẽ trở thành ngày tháng thiết lập đơn vị phân loại đó.
Bảng chú giải thuật ngữ Lưu trữ ngày 24 tháng 5 năm 2009 tại Wayback Machine của ICZN đưa ra định nghĩa cho nomen nudum như sau:
nomen nudum (pl. nomina nuda), n.
A Latin term referring to a name that, if published before 1931, fails to conform to Article 12; or, if published after 1930, fails to conform to Article 13. […]
Bản dịch:
nomen nudum (số nhiều nomina nuda), danh từ.
Một thuật ngữ La tinh để chỉ tên gọi mà, nếu công bố trước năm 1931, thất bại trong việc phù hợp với Điều 12; hoặc, nếu công bố sau năm 1930, thất bại trong việc phù hợp với Điều 13. […]
Và trong số các quy tắc của ICZN thì:
12.1. To be available [that is, usable as a scientific name], every new name published before 1931 must … be accompanied by a description or a definition of the taxon that it denotes, or by an indication [that is, a reference to such a description or definition]. …
13.1. To be available, every new name published after 1930 must … be accompanied by a description or definition that states in words characters that are purported to differentiate the taxon, or be accompanied by a bibliographic reference to such a published statement.
Bản dịch:
12.1. Có thể dùng được [nghĩa là, có thể sử dụng như là tên khoa học], mọi tên gọi mới công bố trước năm 1931 phải … được kèm theo là miêu tả hoặc định nghĩa về đơn vị phân loại mà nó biểu thị, hoặc là chỉ dẫn [nghĩa là, dẫn chiếu tới miêu tả hay định nghĩa như vậy]. …
13.1. Có thể dùng được, mọi tên gọi mới công bố sau năm 1930 phải … được kèm theo là miêu tả hoặc định nghĩa trong đó nói rõ bằng từ ngữ các đặc trưng có ý nghĩa để phân biệt đơn vị phân loại, hoặc được kèm theo là dẫn chiếu thư viện tới trình bày đã công bố như vậy.
Bảng chú giải thuật ngữ của ICBN đưa ra định nghĩa cho nomen nudum là: 
A name of a new taxon published without a description or diagnosis or reference to a description or diagnosis.
Bản dịch:
Tên gọi của một đơn vị phân loại mới được công bố mà không có miêu tả hoặc miêu tả đặc trưng hoặc dẫn chiếu tới miêu tả hay miêu tả đặc trưng.